# Kana
Kana é o termo geral para as escritas silábicas japonesas hiragana (ひらがな) e katakana (カタカナ). Assim como o antigo sistema japonês conhecido como man'yogana, os kanas foram desenvolvidos para simplificar os caracteres de origem chinesa conhecidos no Japão como kanji (漢字), que se pronuncia hànzì em chinês, como uma alternativa de escrita (básica ou simplificada) e em adição a este último.